# Èlia Bastida
Èlia Bastida, (Barcelona, 1995 –) spanyol szaxofonos, dzsesszhegedűs, énekesnő.

## Pályafutása
Èlia Bastida négyéves az IEA Oriol Martorell zenei középiskolába járt, ahol klasszikus hegedűt tanult. Ott megismerkedett meg Andrea Motisszal. Diplomáját az Escola Superior de Música de Catalunya dzsesszhegedű szakán szerezte meg.
2012-ben, tizenhétévesen csatlakozott a Sant Andreu Jazz Bandhez − amelyet  Joan Chamorro vezetett, miután Chamorro javaslatára megtanulta a „Pretty Trix” (Joe Venuti) hegedűszólamát. Később tenorszaxofonon is közreműködött a zenekarban, és időnként a vezető és kísérő énekes szerepét is átvette − például a Joan Chamorro presenta La Màgica de la Veu & Jazz Ensemble (2016) című albumon.
2017-ben adta ki debütáló CD-jét a Joan Chamorro presenta... sorozat részeként. A Bastida Chamorro új kvartettjének felvétele Scott Hamilton szaxofonossal a 2019-es Barcelona Jazz Fesztiválon szerepelt a Joan Chamorro New Quartet élő CD-jén.
Bastida és Hamilton hosszú távú együttműködésének eredményeként 2021-ben megszületett az „Elia Bastida Meets Scott Hamilton” című album. Bastida a barcelonai Carolina Alabau énekessel és zongoristával alkotta meg a „Meraki” című albumot, amelyről Bengt-Ove Boström azt írta, hogy „hallgatása boldogság és meglepetés érzését váltja ki; a ez zene érzelmi őszinteségből” született.
A Sant Andreu Jazz Band elhagyása után Bastida továbbra is részt vesz Chamorro projektjeiben. Koncertturnékon vett részt Dániában és Indiában.
Bastida dzsesszhegedű leckéket tart a barcelonai AULA7 zeneiskolában. Rengeteg tapasztalatának eredménye egy, a dzsesszhegedűlés módszertanáról szóló könyv, a „Swing with your Violin”.

## Albumok
- Joan Chamorro presenta Èlia Bastida (2017)
- The Magic Sound of The Violin (2019)
- Joan Chamorro New Quartet & Scott Hamilton (2020)
- Joan Chamorro: Jazzing 11 vol 4 − la magia de la veu (2020)
- Èlia Bastida meets Scott Hamilton & Joan Chamorro Trio (2021)
- Èlia Bastida, Carolina Alabau: Meraki (2021)
- Tribute to Stéphane Grappelli (2022)

### Klasszikus zene
- Eduard Iniesta: Escampa la boira (Album, Temps TR1394-GE13, 2013)
- Vicens, Alex: Mattinata (Aglae AMC103 02, 2014)

## Könyv
- Èlia Bastida Gibert: Swing with your Violin. Editorial Boileau, 2022, ISBN 978-84-17199-80-7

## Fordítás
Ez a szócikk részben vagy egészben  a(z)   Èlia Bastida című német Wikipédia-szócikk ezen változatának fordításán alapul.  Az eredeti cikk szerkesztőit annak laptörténete sorolja fel. Ez a jelzés csupán a megfogalmazás eredetét és a szerzői jogokat jelzi, nem szolgál a cikkben szereplő információk forrásmegjelöléseként.